# Le Château de la Belle au Bois Dormant
Le Château de la Belle au Bois Dormant (Nederlands: Het kasteel van Doornroosje) is een gebouw in het Disneyland Park in Disneyland Paris dat fungeert als het symbool voor het park. Het huisvest enkele attracties en winkeltjes.
Het kasteel biedt plaats aan onder andere een drakenanimatronic, de draak van Merlijn, in La Tanière du Dragon, de kelder onder het kasteel, die ten tijde van de opening van het park op 12 april 1992 de grootste animatronic ter wereld was en met een lengte van 27 meter van kop tot staart nog steeds de grootste Audio-animatronic in een Disney Park is. Het kasteel bevat ook een walkthrough-attractie, La Galerie de la Belle au Bois Dormant, waarbij het verhaal van Doornroosje wordt uitgebeeld op glas-in-loodramen, wandtapijten en sculpturen. Eveneens zijn onder in het kasteel twee winkeltjes te vinden: La Boutique du Château, een winkeltje dat het hele jaar kerstartikelen verkoopt, en Merlin l'Enchanteur, een winkeltje dat gespecialiseerd is in het vervaardigen van figuurtjes uit glas.

## Geschiedenis
Sleeping Beauty Castle at Disneyland was inspired by the Neuschwanstein Castle in Southern Germany. This European influence was fine for building a castle in Anaheim, but the fact that castles exist just down the road from Disneyland Paris challenged us to think twice about our design.
— Tony Baxter, senior ontwerper bij Walt Disney Imagineering

Omdat de inspiratie voor de bekende Disney-kastelen grotendeels gehaald is uit voorbeelden van Europese kastelen moest de afdeling Imagineering voor het te bouwen park in Parijs een unieker kasteel voor het centrum van het park trachten te bedenken. De ontwerpen varieerden van standaardkastelen tot nieuwe concepten over wat er in het midden van het park moest komen staan. Uiteindelijk werd er inspiratie gehaald uit het getijdenboek Très Riches Heures du Duc de Berry en uit het klooster van Le Mont-Saint-Michel. De vierkant gesnoeide coniferen rondom het kasteel zijn gebaseerd op die uit de film van Doornroosje van Walt Disney zelf. De glas-in-loodramen zijn gemaakt door Peter Chapman, degene die in voorgaande jaren had gewerkt aan de restauratie van de Notre Dame de Paris. Uiteindelijk was het kasteel in 1992 klaar bij de opening van het park en bereikte het een hoogte van 50 meter. Daarmee is het groter dan het Sleeping Beauty Castle in Disneyland Resort. De kleuren van het kasteel, blauw en roze, verwijzen naar de kleuren van de jurk van Doornroosje in de gelijknamige Disneyfilm.
Het kasteel heeft, naar aanleiding van evenementen in het park, al wel enkele veranderingen ondergaan. De eerste ombouw was tijdens de eerste verjaardag van het park in 1993, waarbij het kasteel als een taart werd versierd met aardbeien en kaarsjes op de torentjes. Dit ontwerp werd later opnieuw gebruikt voor de 25e verjaardag van het Magic Kingdom in het Walt Disney World Resort.
In 1997, tijdens de 5e verjaardag van het park, werd het kasteel versierd met maskers, hoeden en bellen om de nieuwe film De Klokkenluider van de Notre Dame te promoten. Het kasteel onderging deze transformatie tot begin 1998.
In 2002 vierde het park haar 10e verjaardag. Hierbij werd voor op het kasteel een poster gehangen met daarop het cijfer 10.
Toen het park in 2007 haar 15e verjaardag vierde, werden gouden beelden van enkele Disney-figuren op de torens van het kasteel geplaatst, die elk een kaarsje vasthielden. Tinkelbel stond op het hoogste torentje. Tijdens een speciale ceremonie, die 's avonds plaatsvond, werden de kaarsjes aangestoken onder toezicht van de bezoekers, de zogenaamde Candlebration. Een enorm plakkaat met het cijfer 15, weergegeven in goud, hing op het voorste raam van het kasteel. In maart 2009 werd deze transformatie van het kasteel weer verwijderd om plaats te maken voor de aankleding van Mickey's Magical Party. Tinkelbel bleef op de hoogste toren staan en het voorste raam werd opnieuw bedekt met een plakkaat, ditmaal van Mickey, Pluto, Goofy en Donald en op de beelden met kaarsen werden vervangen door gouden 'linten' die met drie cirkels een Mickeyhoofd vormden. Een jaar later is deze Mickey aankleding weer verwijderd.
In 2011 is het kasteel herschilderd in een nieuw kleurenschema en zijn er op verschillende plaatsen meerkleurige ledlampen op de gevel aangebracht. Als onderdeel van de avondshow Disney Dreams! Is de slotgracht voorzien van fonteinen en het bovenste raam vervangen voor deuren.